# NGC 3620
NGC 3620 (другие обозначения — ESO 38-10, IRAS11143-7556, PGC 34366) — галактика в созвездии Хамелеон.
Этот объект входит в число перечисленных в оригинальной редакции «Нового общего каталога».
Галактика NGC 3620 входит в состав группы галактик NGC 3607. Помимо NGC 3620 в группу также входят ещё 9 галактик.
В галактике имеется излучение мазера воды на частоте 22 ГГц. В NGC 3620 произошла вспышка звёздообразования.